# アイアンマンのアーマー
アイアンマンのアーマーの記事では、『アイアンマン』に登場するアイアンマンのアーマーおよびそこから派生したヒーローやヴィランの技術について記述する。

## 概要
パワードスーツ、通称「アーマー」を着てトニー・スタークはアイアンマンとなる。また、トニースターク＝アイアンマンである。
アーマーの変更とアップグレードによりアイアンマンの外見と能力は頻繁に変遷を遂げている。初めてのアーマーは灰色だったが「この外見では大衆を怯えさせてしまう」と気付いたトニーによってスプレー塗装で金色に塗り直された。
（Tales of Suspense #40）この扱いづらいアーマーはTales of Suspense #48でより身体に合ったデザインで現在まで続く赤と金色の配色のモノに変更された。「シルバー・センチュリオン」アーマーは赤と銀色の配色になっており、アイアンモンガーに対抗するために製作されたこのアーマーは『第1次アーマーウォーズ』の終了まで使われた。
アーマーは幾層ものチタニウムのような他の金属の磁場によって強化・結晶化した鉄の分子配列マトリクス (molecularly aligned matrix) により、柔軟だが防護力のある外殻を形成している。怪力と飛行能力も与えており、太陽光発電式コンバーターとバッテリー、及び内蔵されたベータ粒子の吸収を利用した発電機の組み合わせを燃料とする動力源を使用している。また熱エネルギーや運動エネルギーなどの周囲のエネルギーを電力に変換したり、電気エネルギーを直接バッテリーに充電したりする事ができる。ジェットスケートも追加しており、列車を牽引する事が出来る程に強力。小規模のガラスは必要に応じてアイアンマンの目を防護する。スーツは真空や深海での活動の為に完全に密封することができ、ライフサポートも提供しており、放射線すらも遮断する事ができる。
アーマーに内蔵されたシステムは、ヘルメットのサイバネティックインタフェースで読み取られたトニーの脳波パターンによってコントロールされている。トニー自身がデザインを行ったJ.A.R.V.I.S.（コンピューター）は、人工知能をベースにしたオペレーティングシステムを備えた非常に洗練されたもので、様々な戦術的な情報を提供し、内外のセンサーを使って常にスーツの状態をフィードバックしている。トニーはシステムが実質的に自意識を獲得しない事を確実にしようと安全装置を導入しているが、一度出し抜かれてしまった事がある。

### 武装
スーツの兵器システムは年々進歩を遂げており、下記のような装備を実装している。
リパルサーレイ
初期から装備されていた、ガントレットの掌から発射される光学兵器。
ユニビームプロジェクター
胸部から強力な光線「ユニビーム」を放つ。
パルスボルト
チャージによって威力が増すエネルギー弾で、敵に向けて高エネルギーの衝撃波を放つ。
エネルギーシールド
電磁力パルス発生装置。
ソニックブラスト
高周波の音波を発射して敵をかく乱・無力化する非致死性の装備。
ホログラフ発生装置
ホログラフにより、囮を作り出す。
『アーマーウォーズ』で自身の技術を流用したアーマーに執着していた頃は「エレクトロニックパック」の開発も行っていたが、欠陥によりそれらの部品が燃え尽きてしまい、スーツ自体が使いものにならなくなってしまった。そのため、後のモデルでは効果的では無いとして使用されなくなった。
「テクノオーガニックウィルス」を基に作られた人体改造ナノマシン「エクストリミス」（the extremis process）で強化されたマレン（Mallen）との戦いで瀕死の重傷を負ったトニーは、一時期自らエクストリミスを投与し、自らの命を救うだけでなくアーマーと自分の肉体を一体化した。アーマーのインナースーツ部分を骨の空洞に収納して、皮下層から全身を覆う金色のニューラルインタフェースとして出現させる。この際、特別な操作は必要なく、思考だけで出現させることが可能である。このニューラルインターフェースを用い、外部アーマーとのサイバーリンクで約160km以上離れていてもいつでも身に付ける事が可能になった。さらに、エクストリミスの作用により彼の肉体治癒力が強化されたほか、衛星や携帯電話、世界中のコンピュータといった外部のコミュニケーションシステムにリモート接続する事ができるようになり、反応時間も短縮された。これを応用して、過去に開発したアーマー数十体を遠隔操作で一斉起動・同時運用も行った。しかしトニー自身がコンピューター・ウィルスに感染してしまうようになるという弊害も生まれた。エクストリミスは『シークレット・インベーション』のストーリーにて、スクラルの策によりトニーの体から除去された。
スパイダーマンに与えた「スパイダーアーマー」の開発時に、スパイダーマンの神経生理学の解析から集めた情報を使って得た「スパイダーセンス」もトニーは持ち合わせており、自分自身も同様の力を作り出すだけでなく、スパイダーマン本人のそれを相殺し、誤作動させる事も出来る。
基本的にはその時点で最新鋭のアーマー、もしくは作戦に合った特殊なアーマーを装備して戦うが、それ以前に作成したアーマーについてもトニーは保管しており、何らかの理由でアーマーが使用できなくなった際（敵にアーマーを奪われた、ウルトロンのようにアーマーをハッキングして無効化される相手等）にネットワークにリンクしていない様な旧式のアーマーを装備し戦うこともしばしばある。また、アーマーを保管していたがゆえに『ダークレイン』にてノーマン・オズボーンにアーマーを利用されてしまってもいる。
汎用モデルの他に、宇宙空間での活動、深海潜行、ステルスなどの状況に対応した幾つかの特殊なスーツが開発されている。
ハルクバスター
ハルクに対抗するために作り上げたヘビータイプのアーマー。汎用モデルの装甲増加によって、マーベル・ユニバースで最大のパワーを持つハルクに匹敵するパワーと耐久力を得ている。
ソーバスター
ソーに対抗するために、ドクター・ドゥームと共に作り上げたアーマー。上記のハルクバスターを参考モデルとし、ミスティカルパワーソースを使用している。ドクター・ドゥームが魔術にも精通するため、ムジョルニア（ソーの魔法のハンマー）に対抗する手段も備えている上、ハルクバスターと同じくパワーと耐久力を持つ。
フェニックスバスター
地球に迫るフェニックスを倒すため、アントマンとともに作り上げたアーマー。アイアンマンのアーマーの上から着こむというよりもはや搭乗する形で乗り込むロボットのようなフォルムをしている。それまで得られたデータから破壊光線によってフェニックスを攻撃するが、フェニックスは拡散。サイクロップスを含めたミュータント5人をフェニックスファイブとしてしまう。

## 他のバージョン

### MCU版

#### アーク・リアクター（Arc Reactor）
プラズマ技術を用いた半永久発電機関。元々は“スターク・インダストリーズ”がリベラル派の抗議行動を黙らせるため宣伝用に作った技術であり、科学実験としては成功したものの、コストパフォーマンスが悪く、研究を続けても30年間進歩がないこともあり行き詰まった技術だと副社長のオバディア・ステインに見なされて実用化はされなかった。かつてこの大型アーク・リアクターはスターク社本社屋の工場に設置されており、“アイアンモンガー”を装備したオバディアを倒すためにトニー・スターク/アイアンマンの指示でペッパー・ポッツがコンソールの回路を全部開いてマスター・バイパス・ボタンを押した事でオーバーロードを起こし巨大なエネルギーを天に向け解き放った。それに巻き込まれたオバディアは感電して気を失いアイアンモンガーごと大型リアクターへと落下し大爆発を起こした。
トニーはアフガニスタンで、“テン・リングス”に拉致された際、爆弾によって瀕死の重傷を負ってしまった。トニーは昏睡から目覚めたものの、心臓の隔壁付近にはまだ爆弾の破片が残留しており、1週間で破片が臓器に達するためトニーの命は風前の灯だった。そこで、ホー・インセンが即席で作った車のバッテリーを利用した電磁石を胸に埋め込み、爆弾の破片を引き寄せていた。トニーは心臓保護のためにテン・リングスのキャンプでインセンの力も借りて小型化したアーク・リアクターの開発に成功する。小型化したリアクターはテン・リングスが所有していたミサイルを分解することで調達したパラジウム計1.6g等を原材料としており、トニーの心臓の隔壁部分に残っている爆弾の破片を引っ張っている電磁石へ電力を供給している。発電能力は毎秒3GJで、インセン曰く人生50回分は心臓を動かす事が可能で、トニー曰く「パワードスーツなら15分稼働させる事が可能」だった。
トニーはアメリカに帰国後、自分に埋まっているリアクターを新型へ換装している。だがこの装置はワイヤが伸びており、それが内側に接触するとショートを起こす為、換装の際はペッパーの手を借りた。ペッパーはワイヤを引っ張る為、トニーの胸の空洞に手を突っ込んだがそこには一見膿のような無機物だが酷い臭いのする放出されたプラズマがあった。換装後、トニーは古いリアクターを廃棄処分するようペッパーに頼んだが、ペッパーはこのリアクターを「PROOF THAT TONY STARK HAS A HEART」（トニー・スタークにもハートがある）の刻印が彫られたオブジェとしてトニーにプレゼントした。トニーに埋められた新型の小型アーク・リアクターは、アイアンモンガーを起動させる動力源がない事に焦ったオバディアによって奪われてしまった。小型リアクターを動力源にして新世代の兵器を産み出し、世界のパワーバランスを操る事を目論むオバディアの野望を阻止する為、トニーは瀕死の体をワークショップまで引き摺り、ペッパーからプレゼントされた旧型のリアクターを自分の身体に改めてセットした後、アイアンマン・アーマー マーク3で出撃した。
トニーは当初、アーマー動力も心臓保護も全て自身に取り付けた1つのリアクターで賄っていたが、オバディアにリアクターを奪われて以降、心臓保護用とは別にアーマーにも動力用の物を装着している。2010年時には、心臓保護用に使用していたリアクターのパラジウムが徐々に溶けてトニーの体を徐々に蝕んでいたが、父・ハワード・スタークが遺した映像を見てトニーが“バッドアシウム”という元素を合成し、新たな動力源として新型アーク・リアクターの“リパルサー・トランスミッター”を開発運用、無害化と高出力化に成功した。その際、中央形状が丸ではなく、三角になっている。
“ニューヨーク決戦”の直前には、リアクターを利用したクリーンエネルギー発電システムを開発し、その試作段階として“スターク・タワー”の全電力を賄う試験を行っていた。
アルドリッチ・キリアンとの戦いの後、トニーは心臓手術を受けて爆弾の破片を全て除去したことで心臓保護用のリアクターが不要となった。
2014年時には、“S.H.I.E.L.D.”の“インサイト計画”で使用される3機の“インサイト・ヘリキャリア”の動力源として登場。ニューヨーク決戦直前に、ロキの策で墜落寸前に陥った“ヘリキャリア”のタービンエンジンを修理したトニーの経験から、技術提供されたと説明されている。

#### マーク1 - 7
マーク1からマーク7は、キリアンの手先にスターク邸が襲撃された際に、保管されていたワークショップと共に破壊された。
マーク1
登場：『1』『2』『3』
テン・リングスのキャンプから脱出するためトニーとインセンが急遽共同開発した最初のアイアンマン・アーマー。重量は680kg。
設備、材料共に不十分なアジトで制作したため、材料となった鉄の色やマーキング、溶接跡が剥き出しになっている。武装は両腕部に備えられた火炎放射器と単発のロケット弾、油圧作動の脚部に使い捨ての飛行用ロケットエンジンを搭載。装甲の防御力はアサルトライフルの弾丸を弾く程度だが、対人用としては十分である。「計測器がむき出しになった背後からの攻撃に弱い」・「動きが鈍重」・「制御プログラムを起動するまで時間が掛かる」・「起動するまでの間は身動きが取れない」・「飛行ロケットを作動させた後の姿勢制御は脚部にしか推進力が無い為不可能」・「活動可能時間は15分（旧型リアクターの性能の問題）」・「肉眼だけなので視界が狭い」・「脚部などのパワー増強は見えない程度にカバーがされただけのチェーン駆動」・「小火器でも集中砲火を浴びると衝撃で動けない」など様々な弱点はあるが、サーボモーター式の両腕は、408kgの物を持ち上げ、人間を殴り飛ばし鉄製の扉を吹き飛ばせるくらいの馬力を持つ。
起動までの時間を稼ぐために自ら囮となったインセンが犠牲になるも、テン・リングスのキャンプを破壊しながらロケットを使って辛くも脱出。上空でロケット噴射が止まってしまい、砂漠に墜落し大破するが、トニーは爆発を観測してやってきたジェームズ・“ローディ”・ローズたち救出部隊に救助された。本アーマーの残骸と設計図はテン・リングスによって回収され、復元。その後オバディアの手に渡り、アイアンモンガーのモデルにされる。
テン・リングスのリーダーであるラザ・ハミドゥミ・アル＝ワザールには「初期の試作品レベルだが、スタークの設計は完璧であり、やつは死神の傑作を作り上げた」・「これが1ダースあればアジアを支配出来る」とまで言わしめた。
マーク2
登場：『1』『2』『3』
アフガンから生還したトニーが安定した飛行を可能にしようと製作した飛行用補助試作型アーマー。カラーリングは銀色。設備の整ったスターク邸のワークショップで制作したためデザインが洗練された。
設計する際のデータは悪人の手に渡らないように、スターク社の中央データベースではなくトニーの個人用サーバーに保存され、機密プロジェクトとして開発が進められた。最初は脚部パーツのみが制作され、両手に持ったグリップで操作を行いリパルサーは装備されていなかった。トニーはパワー10%で浮上テストを行ったが、それでも出力が強過ぎたのと足だけでバランスを維持する事の難しさのため、いわばひとりバックドロップのような状態になり後方に吹っ飛んだ。その後、リパルサーを備えた腕部パーツが制作され、11日目の段階でテスト37バージョン2.0まで開発が進み、リパルサーのパワー1%でトニーは両手両足を用いた単独飛行に成功、続いて2.5%で飛行移動を成功させた。
完成した全身のアーマーは、装着及び脱着にワークショップの中央に設置された下半身パーツ用のフィッティング機器と上半身パーツ用のマニピュレーター2機が必要となった。装着して初めての運用飛行テストを起こった際、ブラックバードの記録した最高高度8万5000フィートを破ろうとしたが、高度4万フィート以上に到達するとアーマー本体が氷結しだし、アーマーに付着した氷によって加圧に問題が発生して変換器に不調をきたす事が分かった。その影響でシステムが一時停止、上空から自由落下をしてしまうという問題が発覚したため、アーマーの材質を変更したマーク3が開発される事になる。
重量はかなり重いらしく、トニーが飛行中にパワーオフするとスターク邸の屋上から床を重さで突き破り、グランドピアノを破壊しながら地下1階まで落下し青いスポーツカーも破壊した。
スターク社製のクラスターミサイル“ジェリコ”にも使用されたエネルギーを空中に発射する機器“リパルサー”を両掌に装備。リパルサーは当初はより安定した飛行を行うためのスラスターだったが、トニーは光学兵器へ転用して、ブーツのジェット飛行、電脳執事“J.A.R.V.I.S.”とリンクしたディスプレイと共に後のアーマーの共通機能となる。ディスプレイのインジケーターの色は青。
開発段階では飛行用補助試作型の為、武装は搭載されていない。
2010年時には、誕生日パーティーで泥酔して暴れていたトニーを止めるためにローディが装着し、トニーのマーク4と対決している。表向きはローディによる「没収」だが、それ以前にトニーがマーク2の操作方法をローディに教えていたり、ワークショップのセキュリティの一部が解除され胸部リアクターが新たに増設されているなど、トニーが当時使用中だったマーク4やマーク5はともかく旧型のマーク2には明らかに必要ない改造が予め施されていたことから、ニック・フューリーに「死期を悟って自暴自棄になったトニーが"譲渡"したのではないか？」という指摘がされている。
マーク3
登場：『1』『2』『3』
世間に初めて“アイアンマン”として認知された戦闘用アーマー。リパルサーレイとユニ・ビームはこのアーマーから標準武装とされた。ディスプレイのインジケーターの色は白で、マーク6までこの色が続く。
アーマー本体の素材を、軍事衛星に用いられる金とチタンの合金に変更して、出力荷重比は変えずにアーマーの強度をアップさせる事で、マーク2の欠点だった高度4万フィート以上での氷結問題を解決した。その為アイアン（鉄）ではないが、『1』のラストでトニーはその事には不満を漏らしつつも、「イメージとしては合ってるんじゃないかな」と“アイアンマン”の名を受け入れていた。
J.A.R.V.I.S.が当初考案したデザインイメージは、金一色だったが、「ちょっと派手じゃないか？」と指摘したトニーが、所有するホットロッドから着想を得て赤と金色をベースとしたものに変更され、トニーの指示通りJ.A.R.V.I.S.が自動組立を開始しておよそ5時間で完成した。以降このカラーリングはアイアンマンを象徴するものとなった。
胸部の熱可塑性レンズからアーク・リアクターのエネルギーを直接投射する“ユニ・ビーム”、右腕部に戦車すら破壊可能な小型ミサイル、両肩部に標的を複数ロックオン可能な特殊弾、外側広筋部にミサイル迎撃用のフレアを装備。戦車砲の弾を受けても装着者を無傷とする程の耐久性を誇る。J.A.R.V.I.S.に加速を命令するとマッハを超えて時速2414kmの飛行も可能。
初出撃は、トニーがTV報道でテン・リングスがアフガンの村である“グルミラ”を襲撃して人々が虐げられているとの情報を目にした際である。肉弾戦やリパルサー、両肩の特殊弾を用いて、グルミラの住人を人質にするテン・リングスの兵士を無力化し、スターク社が影で売り捌いたジェリコも破壊した。しかしその直後、無意識の内に飛行禁止区域に入ってしまったため、米空軍のレーダーに探知され、スクランブル発進した2機のF-22とドッグファイトをする羽目になるが、発射してきたミサイルをフレアで迎撃し、機関砲を連射する2機に対し、フラップを使った急速な後退で回避し、レーダーからも反応を消す。しかし、実は1機の機体下部に張り付いており、その機体が基地に帰還しようと左に旋回した事で再度発見され、旋回運動で振り落とされるが、不慮の事故で片方の機体の左主翼に激突してしまい、それに応じてパイロットも脱出するもパラシュートが開かないというアクシデントにみまわれるが、それを開く様補助し、その場を離脱した。
スターク邸に戻った際、設計上はスムーズに脱ぐ事が可能だったはずなのだが、実際にはスムーズに脱ぐ事が出来ずに、四苦八苦していた所をペッパーに目撃された。
アイアンモンガーを装備したオバディアとの戦いに向かう最中には、トニーが旧型の小型リアクターを使っていたためか飛行中のマーク3のパワーは48%まで低下しており、アイアンモンガーにユニ・ビームを撃った後はパワーが19%まで低下した。更にパワーが15%まで低下していてJ.A.R.V.I.S.から高度に限界を指摘されたが、アイアンモンガーと上昇対決を繰り広げ最終的に氷結対策をしていなかったアイアンモンガーに競り勝ちパワー2%まで低下したもののJ.A.R.V.I.S.によって非常用補助パワーに切り替わり地上へ着地した。アーマーを脱ぎ捨てペッパーの元へ行こうとしたトニーをしぶとく生き延びていたオバディアが襲いかかり始まった最終決戦では、左ガントレットは途中で脱ぎ捨てられていたため、素手であり、リパルサーやミサイルもオフラインという不利な状況の中、ペッパーの起こした大型アーク・リアクターのオーバーロードでオバディア/アイアンモンガーには勝利するものの、ヘルメットを失うなど大きな損害を受けている。
トニーの自宅に保管されていた本アーマーはヘルメットのみ復元され、ローディがマーク2を選んだ事から機能までは復元されていない模様で、傷なども修繕されていない。
マーク4
登場：『2』『3』
マーク3の改良型アーマー。着用者の衣服に関わらず装着ができ、ヘルメットの脱着が可能。マーク3と装備は変わらないが、デザインが僅かに変更されている。また、心臓保護用アーク・リアクターとは別に備わったアーマー動力用アーク・リアクターにより安定した出力を得ている。それに加えて、マーク3の外部ユニ・ビームを熱プラスチック製レンズで改良しており、両肩部には、空気ブレーキが搭載されている。そのため、僅か5秒でマッハ2のスピードから減速させることができる。
尿を分解する機能まで搭載されているらしいが、酒に酔ったトニーの発言のため本当かどうかは怪しい。
初使用は“スターク・エキスポ”の開会セレモニーであり、これを装着してトニーは高度4500メートルの上空を飛ぶ航空機から、チアリーダーたちと大観衆が集まる舞台へ一直線に急降下・着地して現る派手なパフォーマンスを披露した。後にトニー自身の誕生日パーティーでも装着し、泥酔した勢いに任せて参加者たちの目の前でアーマーの武装を乱用するという危険な振る舞いをしてしまい、自分を止めるためにマーク2を装着したローディと殴り合いを繰り広げてスターク邸を滅茶苦茶に荒らした。この後もトニーはこのアーマーを着たまま、自身の前に現れたフューリーと面談する。
3での登場時には、マーク42の装着テスト時にパーツの一部がマスクに当たってしまい、外れている。後にこのマスクを通して、ペッパーはトニーの生存を知ることとなる。
マーク5
登場：『2』『3』
装着しない時はスーツケースの形になる携帯型アーマー。ベースカラーは赤と銀。重量は15kg。装着はスーツケース状となった本体を開けてガントレットとなるグリップ部分に両手を挿し、胸元に持ち上げて当てた状態で両腕を左右に引き延ばすと、分割されて小さく折り畳まれていた装甲が展開し全身に纏われる。盗難防止のために、生体識別によるセキュリティシステムが使用者の網膜、顔、指紋、声、脳波をスキャンする。パワーアシスト機能はあるが武装はリパルサーのみで、他のスーツと比較して装甲が蛇腹状で薄く、耐久性が低い。
モナコのレース場に現れたイワン・ヴァンコ/ウィップラッシュとの戦いで使用。敵が駆使する“エレクトリカル・デス・ウィップ”にアーマーのその耐久性の低さから劣勢になるも、ウィップを引き寄せて近接戦にもちこみ、投げ飛ばした隙に胸部のリアクターを引き抜く事で辛くも勝利している。
また、劇中では飛行しなかったがPlayStation 3、Xbox 360のゲームでは飛行していた。
マーク6
登場：『2』『アベンジャーズ』『3』
リパルサー・トランスミッターに合わせて造られたアーマー。ディスプレイのインジケーターの色は、当初は従来通り白だが、2012年時には青に変わり、以降のアーマーのディスプレイの基本色となる。「胸部の熱可塑性レンズが逆三角形になっている」・「腕部に装備された複数の徹甲榴弾を発射するミサイル」など細かい変更が行われた。伸筋支帯部の200ペタワットレーザーは強力で複数の“ハマー・ドローン”を一撃で溶断する威力を持つが、カートリッジ式で1度しか使用できない。水中でも使用可能。また、ウィップラッシュ・アーマー　マーク2との戦闘後にマスクが破損したが、2012年には修復されている。
2012年時にも引き続き使用されたが、ソーとの戦いでの雷撃の過剰吸収と墜落しかけたヘリキャリアの修理時での損傷で、マスクは工具を使って強制的に起動させざるをえない状態になり、スターク・タワーへ戻る頃にはリパルサーはかろうじて使用できたものの、戦闘続行はおろか、従来の安定した飛行すら不可能となっていた。
マーク7
登場：『アベンジャーズ』『3』
マーク6と比べて肩部・胸部・背部がよりマッシヴになり、胸部の熱可塑性レンズは従来の丸形に戻っている。ディスプレイのインジケーターの色は青だが、戦況が厳戒状態になると、赤に切り替わる。
普段は変形収納した飛行ユニットとなっており、遠隔操作での装着が可能となっている。トニーが両腕にはめたブレスレットを認識して自動装着される。背部に外付けのスラスターが装備され飛行性能が向上。肩と膝（大腿四頭筋部分）のホーミング式ミニミサイル、腕部（総指伸筋部分）のロケットミサイル、マーク6では一度しか使えなかった200ペタワットレーザーはアーマーから直接エネルギーを得て複数回の使用が出来るようになり、自由度が上がったリパルサーと戦闘スペックも向上した。
ニューヨーク決戦の時点に完成はされていたが、遠隔操作からの装着テストは行われず、ロキとの接触時にマーク6が使えなくなったのでぶっつけ本番で運用した。しかし、戦闘の長期化により、次第に弾薬切れとなっていき、ワームホールの中に飛び込んだ際には、遂にエネルギー切れを起こしてしまう。
2012年の年末には、アーマー依存症となったトニーが外出時に持ち出しており、これを装着して不安神経症の症状をチェックする場面があった。この際にアーマー背面部が展開し、そこから入り込むようにして装着していたが、これが当初から備わっていた機能か後から改修されたものかは不明。

#### マーク8 - 42
登場：『3』
通称“アイアン・レギオン”。ニューヨーク決戦による過度のストレスから不眠症を患ったトニーが、症状を誤魔化すためにそれぞれ用途の異なるアーマーをJ.A.R.V.I.S.のサポートと合わせ35機製作。
全てJ.A.R.V.I.S.による遠隔操作運用が可能で、キリアン率いる“エクストリミス・ソルジャー”群との決戦にて“ホームパーティー・プロトコル”により全アーマーが起動、トニーの援護に駆けつけた。『3』に登場する（少なくとも劇中装着シーンのある）アーマーはそれまで外部装置がなければ装着不可能だったものとは違い、結合状態のアーマー本体の背面、或いは前面が展開し、そこから入り込む形で装着することが可能になっている。トニーのみ全身装着できるように調整してあるが、パーツ単体であれば、他人でも使用可能。また、マーク15以降のアーマーにはそれぞれに名前が付けられている。
マーク8
ケブラーの層を増やしミニミサイル1発の直撃の耐久、マーク7以上の兵力と汎用性を実現した。『3』にてJ.A.R.V.I.S.の誤操作で、“エクストリミス”に適応したペッパーを敵と間違えて攻撃してしまうも、彼女によって破壊され、右ガントレットのリパルサーと小型ミサイルをキリアン打倒に使われる。
マーク9
マーク7の変形機構を廃止。よりスリム且つ軽量化され、スラスターをジェットパックに変更した。
マーク10
金のチタニウムの安定板を追加。足蹠部分と胸部装甲を変更し空中静止時の安定性と耐久力を上げた。更にマーク9の3倍の速度で飛行が可能。
マーク11
基本デザインの改修第2作で、ステルス性を活かした潜入任務用アーマーのプロトタイプ。
マーク12
マーク8をベースに制作。ベースカラーは黒、金、銀で、マスク部の形状はウォーマシン・アーマー マーク2以降と同様である。高密度のカーボン、金とチタニウムの合金で出来た外骨格を備える。
マーク13
高速飛行用アーマーのプロトタイプで、ベースカラーは灰色。アルミニウムやチタンを使用する事で軽量化され、空気力学的により合理的なデザインとなっている。また、操作性も向上している。
マーク14
軽量アーマーのプロトタイプで、ベースカラーは灰色。武装はリパルサーレイと両肩部のミニミサイルポッドと最低限であるため、戦闘及び長距離飛行は不可。
マーク15
通称“スニーキー”。軽量化を施されたボディーに音波を緩和するスラスター、通常のベースカラーは灰色と銀だが色の濃度が変わる特殊コーティングによる潜入任務用アーマー。武装は少ないため正面から突っ込むと危険。劇中ではトニーが着用したが、戦いで損傷していたためうまく飛行できず落下しながら破損していった。第一作からコンセプトアートが存在していた。
マーク16
通称“ナイトクラブ”。ベースカラーは黒、茶色、銀。マーク15の特殊コーティングを改良し、パワーこそ低下しているが、ステルス性を強化したアーマー。ディスプレイのインジケーターの色は赤。劇中では赤いカラーリングのアーマーをトニーが着用している。
マーク17
通称“ハートブレイカー”。ベースカラーは従来的な赤、金。胸部のリパルサー・トランスミッターが大型化された“アーティラリーレベル・リパルサー・トランスミッター”を搭載したユニ・ビーム強化型。ユニ・ビームの面積を変える事で範囲を拡大する事も可能。また、同様に面積を変える事でリパルサー・バリアを張る事もできる。劇中ではアーマー群の先頭を切ってトニーの元に駆けつけた。その後、敵に襲われていたレッドスナッパーをトニーの指示で援護し、ローディをアイアン・パトリオットの元へ運ぼうとするも敵に飛び付かれる。
マーク18
通称“カサノヴァ”。ベースカラーは黒、銀。マーク16の特殊コーティングとマーク17のアーティラリーレベル・リパルサー・トランスミッターを搭載し潜入任務と戦闘の両方に使える。
マーク19
通称“タイガー”。ベースカラーは赤、灰色、金。胸部はロボットを彷彿とさせるメカニカルな形状である。武装を削減しスラスターを追加、高速飛行を実現した。
マーク20
通称“パイソン”。ベースカラーは黒、金。他のアーマーよりも高出力ながら、エネルギー消費効率を改善しマーク19より高い高度、より長い距離で飛行できるようにした。
マーク21
通称“ミダス”。カラーリングは金一色。装甲素材を金とチタニウムの合金のみにしたマーク20の改良型。低温、低気圧での行動が可能で、武装面もマーク8と同等である。
マーク22
通称“ホットロッド”。「ウォーマシン2.0プロトタイプ」となったアーマー。ベースカラーはウォーマシンと同様だが両腕部の上腕から下方が赤で、脚部の大腿部より下方が同様に赤なのに加えファイヤーパターンが入っている。スラスターの出力、耐久力を落とさず重さを1/3にした。完成型のマーク2同様に両腕部に収納可能な実弾式マシンガンは装備されているが、背部に2連装大型マシンガンは装備されていない。劇中ではトニーが装着しようとしてアーマーを展開して空中待機するも敵の投げた鉄棒により柱に串刺しにされた。
マーク23
通称“シェイズ”。ベースカラーは灰色と黒の迷彩色。高密度のカーボンとセラミックプレート、柔軟な絶縁体を外骨格に使い超高温に耐える。
マーク24
通称“タンク”。ベースカラーは黒、金、銀。マーク17の発展型で装甲を金とチタニウムの合金、ケブラーで強化する事で耐久性が向上している。そしてマーク17同様に、胸部中央にアーティラリーレベル・リパルサー・トランスミッターを備える。
マーク25
通称“ストライカー”もしくは“サンパー”。ベースカラーは灰色、黄色。土木工事用アーマー。胸部中央のリアクターは周辺を装甲で覆っているため、細身の外見となっており、両腕部分に装着できる空気圧ハンマーはコンクリートを粉砕する程の威力を持つ。また、耐電性、耐熱性にも優れる。一部のゲームなどでは目とアーク・リアクターが緑になっている。劇中では、ハートブレイカーから振り落とされたローディに襲いかかろうとした敵を撃退した。
マーク26
通称“ガンマ”。ベースカラーは灰色、緑。マーク25の改良発展型で耐電性、耐熱性も向上し、ガンマ線に耐えられるようにした。カラーリングはハルクを連想させる。
マーク27
通称“ディスコ”。ベースカラーは青、橙色。光学迷彩を搭載しており静止している間は完璧に周囲に合わせた迷彩になる。
マーク28
通称“ジャック”。ベースカラーは橙色、灰色。気密性が高く、核放射線、ガンマ線をシャットアウトし、NBCより装着者を保護する事が可能。
マーク29
通称“フィドラー”。ベースカラーは灰色、赤。軽量化土木工事用アーマーで左腕部のみマーク25、26同様、空気圧ハンマーが備わっており、胸部中央のリアクターも大型化している。土木工事作業からの救助や施工効率の代替として戦闘にも使える様、再設計されている。
マーク30
通称“ブルースティール”。ベースカラーは青、銀。マーク33の改良発展型で、同様に新型リパルサー・トランスミッターを搭載しアーマーのエネルギー出力を向上。これにより、長期活動を可能にしている。更にマーク33同様に両腕部に“ヴィブラニウム”製のダガー・ブレードを備える。
マーク31
通称“ピストン”。ベースカラーは緑、銀。新たなリパルサー・トランスミッターにより、出力、飛行性能が上がっている。劇中ではトニーの指令により先陣を切って攻撃を仕掛けるもエクストリミス・ソルジャーらに頭や腕を引きちぎられたあげく、相手を巻き添えに地面に激突して爆散した。
マーク32
通称“ロミオ”。カラーリングは灰色一色。マーク17の改良発展型で、アーティラリーレベル・リパルサー・トランスミッターを搭載したアーマーの中では最軽量。俊敏性、火力、耐久性共に優れる。
マーク33
通称“シルバー・センチュリオン”。マーク30のカラーリングを赤と銀に変更し両腕部にはヴィブラニウム製のダガー・ブレードを備える。ディスプレイのインジケーターの色は白。劇中ではトニーが装着した。捕らわれたペッパーを捜索し、救助しようとしたがキリアンの不意打ちで胸のリアクターを抉られた。その後、腕部ダガー・ブレードを利用し、キリアンの左腕を切断した。原作にも登場している。
マーク34
通称“サウスポー”。ベースカラーは紫、銀。戦場及び被災地での人命救助活動用スーツの試作型。少し大きめのアーマーで左腕が伸縮性のアームになっておりその爪は並の金属を割く。リパルサー・トランスミッターは球状。重量ゆえ他のアーマー程飛行性能は出せない。
マーク35
通称“レッドスナッパー”。人命救助活動用アーマーの完成型。ベースカラーは赤、金。両腕部が伸縮性のアームになっている。リパルサー・トランスミッターは縦の長方形。劇中では複数の敵に飛び付かれ、制御を失ったまま爆発物を積んだドラム缶の山に突撃して敵もろとも爆散した。
マーク36
通称“ピースメーカー”。ベースカラーは橙色、黒。マーク35の両腕部に備えられていた伸縮性アームをオミットし、武装面においては、嘗部にリパルサーレイを非殺傷兵器とした音響兵器“ソニック・リパルサー”のみを装備した暴動鎮圧用アーマー。更に耐久性も高い。
マーク37
通称“ハンマーヘッド”。ベースカラーは白みがかった緑、黄土色。深海活動、作業用アーマーで、ヘッドライト、魚雷、水素コンバーター、加圧システム等を搭載。スニーキー同様『1』からコンセプトアートが存在していた。
マーク38
通称“イゴール (Igor) ”。重量物運搬用の大型アーマーで、100tもの重量物を持ち上げる事が可能。ベースカラーは青と銀である。戦闘や飛行シーンは無いがトニーとローディの足場である巨大なコンテナを支える為に活躍した。猫背体形であり、どのように装着するのか不明。
マーク39
通称“スターブースト”。ベースカラーは白と黒と金。酸素タンクを内蔵、ブースターパックを装備、低温と放射線に耐える素材を使用した宇宙開発用アーマーで、全体的に近未来の宇宙服を彷彿とさせるデザインである。
マーク40
通称“ショットガン”。マーク13とマーク19を元に造った高速飛行用アーマーの完成型。マッハ6.7で飛行ができる。ベースカラーは灰と銀。ディスプレイのインジケーターの色は白。劇中ではトニーが装着した。リパルサーの反動で威力を増した裏拳や膝蹴りでキリアンと格闘戦を繰り広げるが徐々に攻撃を封じられ、動けなくなったところを真っ二つに両断された。
マーク41
通称“ボーンズ”。ベースカラーは黒、金。元はマーク5のデザイン候補。装甲を極限まで省いているためアーマーの中では敏捷性が最も高い。頭部・腕部・脚部など全てのパーツにロケットが搭載され小さく分離できるようになっており、J.A.R.V.I.S.がパーツの分離攻撃を行った。そしてこの技術は後述のマーク42のキャッチ型装着機構に生かされている。
マーク42
キリアンらとの戦いにおいてトニーが主に装着したアーマー。ベースカラーは従来的な赤と金だが、それまでの同色のアーマーと比較して金色の割合が多くなっている。
マーク41と同じく分離する事が可能であり、分解状態でも1000km以上の長距離飛行が可能となった。トニーの体の各所に打ち込まれたセンサーを全パーツが認識して自動装着され、結合時と分離時に装着しなくても遠隔操作で運用できるシステムの試作品。劇中では“自動キャッチ型アーマー”とも呼ばれる。トニーの操作で周囲の人に強制的にでも装着させる事も可能で、スターク邸襲撃の際にはペッパーにも装着させた。
しかし作中では、完成したばかりの未調整状態だったため難点が多く、各部のスラスターは出力が強すぎて装着時に周囲の物を無差別に破壊、トニー自身も装着時によろめいたり、吹き飛ばされたりしている。スターク邸襲撃の際には飛行不可能な上にリパルサーとユニ・ビーム以外の武装が機能不全を起こし、未装着状態では若干の衝撃が加わるだけで分解してしまい、水没するとヘルメットに水が簡単に入り込んでしまうほど気密性も不充分だった。本アーマーは胸部に標準装備されたリアクターだけではエネルギー不足に陥りやすく、劇中では度々バッテリーを使用した外部からの充電を行っていた。
キリアンとの決戦では、追い詰められたトニーの元へ他のアーマーに遅れる形で駆け付けて接近するも、障害物のパイプに接触しその衝撃で分解してしまった。しかしトニーは、これを使い物にならなくなったと見せかけて遠隔操作し、キリアンに強制的に装着させ、アーマーの機能でキリアン諸共自爆した。
“アベンジャーズ・タワー”からの物資輸送の際には、修理もしくは新たに製作された物が輸送機の中にあった。

#### マーク43 - 85
トニーが “アーマー依存症”を克服した後（『3』以降）に開発したアイアンマン・アーマー。
マーク43
登場：『アベンジャーズ/エイジ・オブ・ウルトロン』
マーク42の改良版。金の割合が高いマーク42とは対照的に従来通り赤の割合が高くなっている。パーツの分離飛行機能やAIによる自動制御を受け継いでいるほか、赤外線スキャナーにより壁を透視する事も可能で、ハルクバスターではコアユニットの役割を果たす。また、マーク42よりも頑丈になり衝撃にも強くなっている上、銃弾の跡もつきづらくなっており、武装は厚さ0.9mのコンクリートも爆破できるように強化改良されたリパルサー、肩部に取り付けられた対人用小型ミサイルを発射するキャノン、ガントレットからの対アーマー用ミサイル、要塞潜入用ミサイルなど、兵器としての性能が非常に高いアーマーである。
マーク44
登場：『エイジ・オブ・ウルトロン』
通称“ハルクバスター”。
ハルクが暴走した場合に備え、ブルース・バナーと共同開発した対ハルク用アーマー。支援輸送ポッドの“ヴェロニカ”に分割した状態で保管されている。装着の際にはヴェロニカからハルクを一時的に拘束する為のケージ状の放電プレートで囲って安全を確保してから、パーツを射出してマーク43を中心に装着する。
サイズはハルク以上に大きく、アーマーの中でも最大級。稼働にはアーク・リアクター1つでは出力が足りず、背中や両足に多数のリアクターを内蔵している。これまでのアーマーの機能を踏襲しているが、ハルクと互角に渡り合えるパワーを有し、掌部分からの高出力リパルサー・レイ、大型ミサイル四基、右腕のスタンガンと睡眠ガススプレー及び円筒弾、左腕の手首部が高速に伸縮するパンチ連打機構とハルク拘束用手錠の展開機構、劇中未使用だったが背部の緊急脱出用ハッチなど、多彩な重武装と機能を備えている。ディスプレイのインジケーターの色はオレンジ色。また、パーツが破損した際は該当部位のみをパージし、付近で滞空しているヴェロニカからスペアパーツを射出して換装するなど、他のアーマーとは一線を画する運用方法が取られている。
マーク45
登場：『エイジ・オブ・ウルトロン』
流線型のボディとリアクターの形状が六角形になっているのが特徴。太もものデザインはマーク42の腕部分から、頭部はマーク42の没デザインからの流用である。AIのJ.A.R.V.I.S.は人造生命体であるヴィジョンに移植したため、女性音声のAIである“F.R.I.D.A.Y.”がO.S.になっている。
武装などに変更は無いが、“ウルトロン・セントリー”との戦闘の後で、ペタワットレーザーとユニ・ビームを使用してもエネルギー切れを起こさなかったことから出力が上がっていると思われる。ただ、マーク43よりもやや防御力が落ちているのか、前者では耐えられた攻撃によって傷が付いている。装着シーンが本編では無かったので、どのように装着するのかは不明。
マーク46
登場：『シビル・ウォー/キャプテン・アメリカ』
従来の胸部リアクターに加え、身体各部に小型のリアクターを組み込んだアーマー。マーク45に引き続きF.R.I.D.A.Y.がサポートを行う。
武装はリパルサーや腕部ミサイルにユニ・ビーム、肩部空対地ミサイル、ペタワットレーザーに加え、EMP発生装置、捕獲用ネット、小型手錠といった武装も増加し、アーマー内に消化ガス噴射装置が組み込まれている。敵の行動パターンを分析して対処できるようにするなど、武装以外の機能も備わっている。
劇中ではヘリの座席に備え付けられたボタンを人差し指で押すことで細分化されたアーマーが装着される、という描写が存在するがこれがマーク42と同様の機構かは不明である。また従来のアーマーとは異なりヘルメット部分が完全収納式になっている。 スティーブ・ロジャース/キャプテン・アメリカとの激しい肉弾戦の末にヘルメットと胸部のリアクターを破壊され、機能を停止した。
マーク47
登場：『スパイダーマン:ホームカミング』
マーク46の別カラーバージョンで、腕部内側と胸部から膝上までが銀色。救助活動のみで戦闘はしなかった。Wi-fiによる遠隔操作機能など基本は変わっていないが、左前腕部に数本分のワイヤーを発射する射出機が追加され、オプションとしてヴェロニカより大量の小型リアクターを単独で付随飛行させることが可能。マーク43以前のスーツのようにスーツの前が開いて脱着する。
マーク48
登場：『アベンジャーズ/インフィニティ・ウォー』『アベンジャーズ/エンドゲーム』
通称“ハルクバスター・マーク2”（HULKBUSTER 2.0）。マーク44の強化型。ブルースが生身で装着し、“ワカンダ”での戦いに投入される。性能もパワーも格段に上がっているため、“アウトライダーズ”を一気に相手取ることが可能。武装はリパルサー・レイとレーザービーム砲。
なお劇中では左腕を破壊されているが、マーク44とは異なりスペアパーツと換装することはなかった。
マーク49
登場：『アベンジャーズ/エンドゲーム』
通称“レスキュー”。探索救助作戦用アーマーであるペッパー専用のアイアンマン・アーマー。ベースカラーはラベンダーブルーとシャンパンゴールドで、外観は後述のマーク85に酷似しており、折りたたみ式のヘルメットを採用しているも、アイアンマンやウォーマシンのアーマーとは異なり、スリムなフォルムに加えて柔らかい雰囲気のマスクなど、女性用アーマーであることが強調されたデザインで、後述のマーク50や85と同様にナノテクノロジーが導入されている。飛行時には、6枚のエアーフラップで構成される背面のバックパックが展開し、搭載されたマイクロリパルサースラスターとの併用で安定した飛行が可能になるこれに加え、他のアーマーに比べて種類は少ないものの、両掌のリパルサーのほか、バックパックから展開される特徴的なドローン“自立エネルギーディスプレーサー”を備えており、後者から照射される高出力のブラストは敵機を一撃で破壊するほど強力であるなど、探索救助用という開発コンセプトだけにとどまらず、武装面も歴代アーマーと比べても遜色がない性能を誇る。
ペッパーはこのアーマーの使用を拒否していたが、サノスの群勢との最終決戦時に装着し参戦。かつてマーク42を一時的に装着した時と異なり、トニーと夫婦ならではの息が合ったコンビネーションや、ホープ・ヴァン・ダイン/ワスプとシュリとの連携攻撃など、このアーマーの機能を巧みに使いこなした。
マーク50
登場：『アベンジャーズ/インフィニティ・ウォー』
通称“ブリーディング・エッジ・アーマー”。高度なナノテクノロジーによりその形状を自在に変化させるアーマー。普段はトニーの胸部に取り付けられた、ナノボットの格納ユニットとしても機能する取り外し可能な新しいアーク・リアクターに格納されている。トニーがリアクターに触れる事でナノボットが液体状に放出され、トニーの全身を包み込み装着される。マーク47に比べてデザインは大幅に異なり、以前のアーマーよりも流体でスマート。マーク45、46、47のようにF.R.I.D.A.Y.を備えるが、宇宙船に乗り込んだ際には通信が途絶えてしまい、それ以降はサポートなしで戦闘を行っている。
武装は固定武装の両掌のリパルサー、胸部のユニビーム、両腕のペタワットレーザー、腕部・肩部のミサイルランチャーの他、ナノボットにより装着者の望む武器を自動形成され、劇中では、カタール、リパルサーブレード、ハンドブレード、リパルサーキャノン、レーザービーム砲、リパルサー強化発射装置、バタリングラム、パワーマレット、背部ミサイル、グレネードランチャー、シールド、シールド(円形)、磁気クランプ、フットクランプ、ガントレット拘束機能、ナノマシン噴射装置、低温冷却液、メディカルスプレー、フットスラスター、スラスターを応用したキック威力増加装置、フライトブースター等多数の武装を形成・使用した。また、ナノボットでアーマーの破損箇所を自己修復する機能も搭載され、さらに、アーマーの一部分を対象物に装着させる機能まで備わっており、過去のアイアンマン・アーマーを遥かに上回る性能と汎用性を誇る。なお、ナノボットをアーマーへ全面的に使用しているため、マーク42から引き継がれている自動キャッチ機能は撤廃されている。アーマーは10億以上のナノボットで構成されているが、パワーと耐久性は他のアーマー以上に高い。しかし、ナノボットも無尽蔵ではなく、放出量には限度がある。
マーク80
登場：ディズニーパーク『アベンジャーズ・キャンパス』
マーク85
登場：『アベンジャーズ/エンドゲーム』
トニーが最後に使用したアイアンマン・アーマー。マーク50やレスキューと同じくナノテクノロジーを採用しており、流体でスマートなフォルムだが、両二の腕部と両大腿部に金色が配されているため、マッシブな外観となっている。
基本機能としてはマーク50と同様に、取り外し可能のアーク・リアクターから放出されるナノボットによるアーマー及び武装の自動形成、リパルサーでの飛行、F.R.I.D.A.Y.の音声サポートなどはそのままに、更に性能が向上しているとされる。終盤、サノスとの格闘戦でスラスターや武装を使わず少しの間組み合うことができた。また、耐久性がマーク50より向上しており、ソーが放ったムジョルニアの直撃やサノスからの打撃にも耐えることができ、一度もアーマーそのものが剥がされることはなく、より堅牢なスーツとなっている。
機能・武装も“タイム泥棒作戦”からサノスの群勢との最終決戦にまで多数行使されており、従来のリパルサー・レイやユニ・ビーム、ペタワットレーザー、右掌からの低温冷却液に加え、右人差し指と中指の先からはトーチバーナーを噴射可能で、腕部には盾型のバリヤー“ナノ・シールド”と、三角形の“エナジー・ブレード”、リパルサーより大型の“クロー・ブラスター”を、背面にはソーが放った雷撃を吸収・強化してリパルサーとして放射する装置の“ナノ・ライトニング・リフォーカサー”をそれぞれ形成した。
そして最大の特徴は、“インフィニティ・ガントレット”と同様にインフィニティ・ストーンのエネルギー制御機能を有していることであり、トニーは2014年からタイムトラベルしてきたサノスとの決戦の最終局面で、サノスから奪い返した6つのストーンを右手側のガントレットにはめ込み、その際トニーは、強靭な肉体に“ナノ・ガントレット”を装備していたブルースですら絶叫・負傷するほどのダメージに対して、即死することも苦しみの声を上げることも無くスナップを敢行。インフィニティ・ストーンのエネルギーにより段々スーツはダメージを受けるもスナップをするまで耐え続けてサノスの群勢を全て消滅させることに成功するが、トニーの身体そのものはダメージに耐え切れておらず、彼は息を引き取った。

#### ウォーマシン・アーマー（War Machine Armor）
トニーが冗談半分で「戦闘兵器」と名付けた、ジェームズ・“ローディ”・ローズが着用するアーマー。その名称はトニーとローディが繰り広げたアーマー同士の殴り合いの最中、トニーが皮肉で放った一言に由来する。本来はアイアンマンのバージョンの1つだが、ウォーマシンとしての登場期間の方が長い。ディスプレイのインジケーターの色は緑。アイアンマン・アーマーのようなAIによる音声サポートは行わずに運用される。
マーク1
登場：『2』
ローディが持ち込んだアイアンマン・アーマー マーク2を米軍基地で改造したアーマーで、引き続きローディが装着。制作スタッフの中にはジャスティン・ハマーも加わっている。
赤と金の派手なカラーリングのアイアンマンに対し、黒鉄色を基調とする兵器然としたカラーリングである。防御力、耐久力向上のための増加装甲と追加武装に伴う重量増加による機動力の低下を防ぐための追加のロケットパックによって全体の印象がマッシブになっており、右脇腹部に『001』のナンバリングが施されている。武装はマーク2に搭載されていたリパルサーレイに加え、背部に連結された可動域、射撃範囲共に広い7.62mm口径ガトリング銃「M134」や両前腕部に備えられた5.56mm口径アサルトライフル「FN-F2000・タクティカル」、右肩部に可動展開式6連装ミニミサイルポッド、左肩部に小型レーザー誘導式徹甲榴弾“エクス・ワイフ（別れた妻）”を搭載する。劇中にてローディは軍人として使い慣れているためか、アイアンマンが多用するリパルサーレイよりも前述のフルオートにより連射性の高いFN-F2000を多用しており、ハマー・ドローンのボディーを容易く貫通、破壊する威力を見せた。M134も複数の自動車を爆発炎上させる程の高威力である。なお、氷結の問題が解決されているかどうかは不明。
スターク・エキスポにてハマー・ドローンと共にヴァンコのハッキングで遠隔コントロールされ、トニーに襲い掛かるも、ナターシャ・ロマノフ/ブラック・ウィドウがプログラムを再起動させ奪還。マーク6との連携で多数のハマー・ドローンをF2000とM134の集中砲火で蹴散らす。続いて現れたヴァンコが装着する“ウィップラッシュ・アーマー マーク2”にはエクス・ワイフは不発に終わり、前述の集中砲火も通じず、相手のエレクトリカル・デス・ウィップの一撃でM134を破壊され、トニー共々ウィップに捕らわれてしまうも、最大出力で発射したリパルサーレイの連携攻撃で辛くも倒した。
事件後、ハマーによって追加された武装はコミック版にて全てトニーの手で取り外され、元のマーク2としてトニーのワークショップに戻されている。
ゲーム『アイアンマン2』ではM134・F2000の“ミニガン”、ロケットランチャー、ショットガン、ミサイルが武装。「PROTEAN」に制限をかけ有機物の弾丸をリロード時に生成している設定になっている。
マーク2
登場：『アベンジャーズ/エイジ・オブ・ウルトロン』
アイアンマン・アーマー マーク22 “ホットロッド”を原型（プロトタイプ）としてトニーの手で直々に開発、譲渡された改良型（コミック版にて）。以降のウォーマシンのアーマーはトニー監修のもと開発される形となる。マーク1と比べて増加装甲を排除したスマートで滑らかなデザインになっており、マーク1の出力、耐久力を維持したまま、重量は約1/3まで抑えられ、機動性が向上している。マーク1と比較してマスク部にはモールドが増え、これ以降のウォーマシンのマスクデザインのベースとなる。アーク・リアクターの熱可塑性レンズは四角形。“002”のナンバリングは左腕部上方に施されている。武装はリパルサー・レイ、両前腕部上方に備えられた収納可能な実弾式マシンガン、背部に連結された大型2連装マシンガン、ミニミサイルポッド。このアーマー以降、マーク1の頃よりもリパルサー・レイも多用する様になる。また、ローディが右腕パーツだけを装着しているシーンがあるが、アイアンマン・アーマー マーク42などと同様にキャッチ型装着機構があるのかは不明。
アベンジャーズとウルトロン軍団による決戦終盤でマリア・ヒルの号令のもと、ヘリキャリアに迫りくるウルトロン・セントリーをトニーと供に撃退する。
ニューヨーク決戦の時点で既に完成していたが、チタウリ侵攻時に香港にて“ハマー・インダストリーズ”製の兵器を所有していたテン・リングスの一派と戦っていたため、間に合わなかったという事がコミック版の『アイアンマン3 プレリュード』にて、明らかになっている。
アイアン・パトリオット
登場：『3』『アベンジャーズ/エンドゲーム』
マーク2のデザイン自体はそのままに、カラーリングを後述のものに変更し、内部プログラムを改良したもの。アメリカを象徴する政府公認のスーパーヒーローとして登録されている。そして「ウォーマシン（戦争兵器）だと攻撃的過ぎる」という理由で、国民アンケートで決まった「公衆から最も支持された名前」として“アイアン・パトリオット”（鋼の愛国者）を名乗っており、左肩部には第1航空団を意味する“FF”(“F”irst “F”ighter wing)のアルファベットが施されている。カラーリングもキャプテン・アメリカを彷彿とさせる星条旗をモチーフとした青と赤と白のトリコロールであり、アメリカという国家の象徴に相応しいが、ローディは内心ウォーマシンの方が良かったらしい。その後、ウォーマシン・アーマー マーク2に戻されている。
武装はマーク2の時と変わっておらず、リパルサーレイ、両前腕部上方の実弾式マシンガン、背部の大型2連装マシンガン、ミニミサイルポッドである。装着者の衣服に関わらず装着することが可能で、遠隔操作もできるようになっている。また、アイアンマン・アーマー マーク8以降の多くのアーマーと同様、アーマー本体前面が展開し、入り込むような形で装着する。また、ローディ以外の人物も装着できるようで、キリアンの腹心のエリック・サヴィンやアメリカ大統領のマシュー・エリスも装着している。一連の製造は“A.I.M.”が行っており、原作とは大きく出自が異なる。
完成後は上層部の指示により、ローディが装着して紛争地域に出動し鎮圧する任務を請け負い、2012年のクリスマスシーズン時にも、大統領命令を受けたローディがこれを装着して“マンダリン”の対処にパキスタンへ飛ぶが、現地を捜索中にキリアンの手下に捕まった挙句に奪われてしまった。そしてサヴィンのエアフォースワン襲撃に行使され、エリスを捕縛しフロリダ沖の埠頭に宙釣りにする拘束具代わりとしてまで利用された。だが、駆け付けたローディの活躍で、エリスと共に奪還される。
サノスの群勢との最終決戦でも、上述のアーマーとは別のものが登場している。従来のウォーマシン・アーマーと比べてさらに重装甲、重装備化されているのが特徴。武装は標準装備の両手のリパルサー・レイと胸部のユニ・ビーム、背部中央の可動式大型キャノン、背部左右のミサイルランチャー、両前腕部は上下の小型アームキャノンに加えて前腕部左右にも5連式ミニ・ミサイルランチャーも装備されている。両前腕下部には背面下部に収納されている大型キャノンを装着することも可能。サノスの群勢の奇襲攻撃によって装着していたマーク6が破損した際に代替アーマーとして装着、サノスらとの最終決戦に参戦している。
予告編では劇中カラーと違い、ウォーマシンと同じカラーリングだった。
マーク3
登場：『シビル・ウォー/キャプテン・アメリカ』
メインカラーが黒になりマッシブなスタイルになるなど、マーク1に近いデザインになっている。アーク・リアクターの熱可塑性レンズは横長な六角形。左腕部上方のナンバリングは“003”となっている。また、胸部右上にはウルトロン・セントリーの顔を模したマークがウルトロン戦での迎撃数分マーキングされている。武装に関して、両前腕部の実弾式マシンガンは、マーク2やパトリオットが前腕部上方のみだったのに対し、マーク3では下方にも追加されており、上下2連装式となっている。また、マーク2やパトリオットの背部の大型2連装マシンガンは、左肩部のより小型化された4連装砲に変更されている。右拳部には小型音響兵器として“超音波砲”、右肩部と胸部上方（二つ）に可動展開式ミニミサイルポッド。通常は右背部に収納された電磁キャノンで、有事には白兵戦用武器としても使用可能な電磁バトン“ウォーハンマー”、標準装備である両腕部のリパルサー・レイ、胸部中央のユニ・ビーム（未使用）等を備える。
ブカレスト市内で激しい追跡戦を展開したスティーブたちの制圧から、“アベンジャーズの内乱”での大乱戦までローディが運用し、戦果を挙げたが、ヴィジョンが放ったエネルギービームに被弾したことで、胸部中央のリアクターが破損し、機能停止となってしまった。
マーク4
登場：『アベンジャーズ/インフィニティ・ウォー』『アベンジャーズ/エンドゲーム』
ワカンダにおけるサノスの群勢との戦いで装着したウォーマシン・アーマー。デザインやカラーリングは基本的に過去のものを踏襲しているが、新たにデジタル迷彩も全身に施されている。アーク・リアクターの熱可塑性レンズはカップ状。更にアーマーの各所で胸部中央のリアクターと同色に発光する箇所が確認出来る事から、アベンジャーズの内乱で胸部中央のリアクターを破壊されて撃墜された反省からかアイアンマン・アーマー マーク46の様に胸部中央以外にも小型のリアクターが備わっていると思われる。右上腕部には“004”のナンバリングが施され、武装面においては、小型音響兵器は左拳部にも追加され、標準装備である両手のリパルサー・レイ、胸中央部のユニ・ビームに加え、両前腕部の実弾式マシンガンはマーク3に引き続き上下2連装式である。背部は収納、展開が可能な様々な装備を複数備えるバックパックとなっており、中央には可動式大口径マシンガン、左右上方にはボム・ディスペンサー（爆撃ユニット）、左右下方にはエアーフラップが備わっている。また、両肩部は固定展開式6連装ミニミサイルポッドとなっている。装甲が増加され、下半身が不自由となったローディが歩けるように設計された。
ローディに運用され、アウトライダーズ相手に一進一退の激戦を繰り広げたが、インフィニティ・ストーンを複数持つサノスには全く太刀打ちできないほど無力だった。その22日後、惑星“ガーデン”でサノスを急襲した際には、相手が無抵抗だったことも手伝ってブルースやキャロル・ダンヴァース/キャプテン・マーベルと共にサノスを取り押さえている。
マーク6
登場：『アベンジャーズ/エンドゲーム』
現在の時点で最新型のウォーマシン・アーマー。デザインやカラーリングは従来のウォーマシンに準じている。重装備化傾向にあった以前のアーマーと比べて全体的に細身かつ軽装備であり、武装は標準装備の両手のリパルサー・レイと胸部のユニ・ビーム、背面の大口径マシンガンのみ。タイム泥棒作戦の際には下半身が不自由なローディがアーマーを装着したまま作戦を行えるようにアーマー表面に“量子スーツ”を纏えるようになっている。
ローディによって、タイム泥棒作戦本番から、5年前に消滅した人々の復活にまで運用されたが、劇中ではこのアーマーで直接の戦闘は行われず、前述のとおり、サノスの群勢の奇襲攻撃によって破損し、脱ぎ捨てられる。

### アニメ『アイアンマン』のアーマー
アイアンマン・ディオ
スタークがアイアンマンの後継機として開発した「量産型アイアンマン」。アイアンマンでは赤の部分が青、金の部分がシルバーに塗装されている以外は性能も含めてアイアンマンと変わりはない。当初は訓練された人間が操縦する計画だったが、物語序盤でゾディアックに強奪され、終盤でインセンが使用していた。

## アーマーの技術を使用した人物
アイアンモンガー

- 正体：オバディア・ステイン

トニーをアルコール中毒へとおいやり、スターク・インターナショナルを乗っ取ったオバディア・ステインが独自に開発させていたアーマーを装着した。アーマーは独自のものだが、エネルギー源は同じで、さらに同じ会社の技術が使われているため一部の装備も同じとなっている。
MCUでは『アイアンマン』に登場する。
ウォーマシン

- 正体：ジェームズ・ルパード・（ジム・）ローズ

一時期戦えなくなったトニー・スタークの代わりにアイアンマンとなった代理のアイアンマン。その後、トニーと袂を分かち「ウォーマシン」を名乗るようになる。
アイアンマン2020
- 正体：アーノ・スターク

2020年の未来から来たアイアンマン。トニーの死亡後、会社を乗っ取り、アイアンマンスーツを着てテロリストと戦うようになる。タイムマシンで過去のアイアンマン（トニー）や初代ブリザードと戦うが、戦いを経てヒーローとなる。
アイアン・スパイダー

- 正体：ピーター・パーカー（スパイダーマン）

『シビル・ウォー』で登録賛成派に加わったピーターの為にトニーが製作したパワードスーツ「スパイダーアーマー」を装着したスパイダーマン。背中にクモの肢を模した3対のアームが装備されている他、あまり使われなかったが過去のスパイダーマン・スーツの外見を再現する機能もある。この研究によってトニーはスパイダーセンスの技術を得る。しかし、ピーター・パーカーが登録法賛成派から反対派に回ったことで返還された。
その後、超人血清を発明した故アースキン博士の孫でフィフティー・ステイト・イニシアチブ計画に参加し、その後死亡したMVPことマイケル・ヴァン・パトリックの3人のクローン、マイケル、ヴァン、パトリックが同型のスーツを着用、スカーレット・スパイダーズを結成し、登録法賛成派のトニー・スタークの指示のも下、反対派に回ったスパイダーマンとも戦っている。マイケルはソーのクローンであるラグナロクに、ヴァンは別のMVPのクローンであるKIAに殺害された。
アニメ『アルティメット・スパイダーマン』にも登場。同じくピーターの為にトニーが製作するが使いこなせず、シーズン3にて完璧に使いこなしたアマデウス・チョーが引き継いだ。その後、再びピーターがハルクバスターと組み合わせて使用したこともある。
MCUでは『スパイダーマン:ホームカミング』、『アベンジャーズ/インフィニティ・ウォー』、『アベンジャーズ/エンドゲーム』、『スパイダーマン:ファー・フロム・ホーム』、『スパイダーマン：ノー・ウェイ・ホーム』に登場する。アイアンマンを思わせるカラーリングだった原作版に対し、オリジナルのスパイダーマンに似たカラーリングが特徴。
アイアン・パトリオット

- 正体：ノーマン・オズボーン

『ダークレイン』にて、スタークからスーツやタワーなどを奪ったオズボーンが自称した姿。アイアンマンスーツに星条旗をあしらったカラーリングが施されている。ダークアベンジャーズを率いて活動しているが、市民からは偽物などと呼ばれたりしている。最後にはトニーによってハッキングされ、グリーンゴブリンとしての正体が露見してしまった。
後にかつてトニーを助けて命を落としたホー・インセン教授の娘であるトニー・ホーが、レスキュー・アーマーの後に独自開発したものを着用する。デザインは映画版『アイアンマン2』でローディの着用したモデルに酷似しているが、中身はトニーのオリジナルで、アイアンマンやウォーマシンで搭載される兵器が非殺傷武器に置き換えられているのが特徴。彼女はこのアーマーを着てU.S.アベンジャーズに所属した。
アイアンハート
*正体：リリ・ウィリアムズ
15歳でMITの博士号を取得した天才少女、リリ・ウィリアムズがアイアンマン・アーマーを解析しつつ集めたスクラップ等から独自に制作したアーマー。その後、彼女の活躍を知ったトニー・スタークに認められ、より洗練されたアイアンハート・アーマーを共同開発する等、師弟であり父子のような関係を築いていた。現在は独立して活動しており、若手ヒーロー・チームであるチャンピオンズに所属する。トニーとの師弟関係も続いており、シビルウォーIIではトニー側についたり、トニーから彼の思考をコピーしたAIを贈られている。
ビートル

- 正体：エイブナー・ロナルド・ジェンキンス

ビートル自体はエイブナー・ロナルド・ジェンキンスによって作られたものだが、アイアンマンのアーマーの技術をジャスティン・ハマーから買った際、一部アイアンマンと同じ装備が追加された。
クリムゾン・ダイナモ
- 正体：ヴァレンティン・シャタロフ

クリムゾン・ダイナモ自体はアントン・バンコによってアイアンマンに対抗するため作られたものだが、アイアンマンのアーマーの技術をジャスティン・ハマーから買った際、一部アイアンマンと同じ装備が追加された。
アイアンマン・シグマ
アニメ『アイアンマン』に登場。ゾディアックがアイアンマン・ディオのデータを元に開発した「無人のアイアンマン」。カラーリングは迷彩色となっている。無人機とは言えその性能は武装を含めアイアンマンと同じである。
羅門・零
- 正体：桜井長門

アニメ『アイアンマン』に登場。自衛隊がアイアンマンのデータを元に開発した。甲冑武者のような装甲、前腕部に内蔵されている大剣、腰部の鎖鎌など全体的に日本的なイメージとなっている。また、アイアンマンと同様にミサイルを内蔵している。
羅刹
- 正体：黒田防衛大臣

アニメ『アイアンマン』に登場。ゾディアックが開発した羅門・零の改良型。アイアンマンの倍の体躯で、より重厚な鎧武者という外見となっている。全身が濃い紫にカラーリングされている。アイアンマンの技術を解析して作り出されたリアクターが搭載されているため、性能ではアイアンマンを凌駕している。手持ちの武器として巨大な仕込み大剣を装備している。
テクノヴォア
『アイアンマン： ライズ・オブ・テクノヴォア』に登場した有機アーマー。オバディアの息子エゼキエル・ステインが開発し装着していたが、終盤で暴走しエゼキエルを取り込んで巨大なクリーチャーと化した。